# Lewis Williamson
Lewis Williamson (ur. 11 listopada 1989 roku w Dundee, Szkocja) – brytyjski kierowca wyścigowy.

## Kariera

### Formuła Renault
Lewis karierę rozpoczął w roku 1998, od startów w kartingu. W 2008 roku przeszedł do wyścigów samochodów jednomiejscowych, debiutując w Portugalskiej oraz Brytyjskiej Formule Renault (były to cykle zimowe). Zdobyte w nich punkty sklasyfikowały go odpowiednio na 4. i 6. pozycji, w ogólnej punktacji. Poza tym wziął udział również w jednej rundzie Formuły Jedi, w której zwyciężył w jednym wyścigu. 
Rok później startował w głównym cyklu brytyjskiej edycji. Stanąwszy dwukrotnie na podium, zmagania zakończył na 10. miejscu. W kolejnym sezonie reprezentował ekipę Manor. Był jednym z czołowych kierowców serii, dziewięciokrotnie mieszcząc się w pierwszej trójce, z czego pięć razy na najwyższym stopniu. Ostatecznie przegrał jednak rywalizację o tytuł z Tomem Blomqvistem, zajmując 2. lokatę. W tym samym roku Williamson otrzymał McLaren Autosport BRDC Award na najbardziej obiecującego brytyjskiego kierowcę roku. Sezon wcześniej został uznany wschodzącą gwiazdą brytyjskich sportów motorowych. 

### Formuła Renault 3.5
W 2011 roku Williamson rozpoczął starty w Formule Renault 3.5 z zespołem I.S.R. Racing. Wystartował jedynie w czterech wyścigach, co dało mu 33 pozycję w klasyfikacji końcowej.
W następnym sezonie startów Szkot zmienił zespół na Arden Caterham. Starty w pięciu wyścigach nie przyniosły mu jednak punktów i dały 32 lokatę w klasyfikacji generalnej.

### Seria GP3
Na sezon 2011 Szkot podpisał kontrakt z australijską stajnią MW Arden, na udział w cyklu GP3. Williamson sześciokrotnie znalazł się na punktowanych pozycjach w środkowej fazie mistrzostw, trzykrotnie przy tym plasując się w czołowej trójce (zwyciężył w drugim wyścigu na Silverstone oraz zdobył pole position w Walencji). Zdobyte punkty sklasyfikowały go na 8. miejscu.
W sezonie 2012 Szkot startował z ekipą Status Grand Prix. Bez większych osiągnięć Williamson ukończył sezon na 17 pozycji.
Na sezon 2013 Williamson zmienił zespół na Bamboo Engineering. W ciągu szesnastu wyścigów, w których wystartował, raz stanął na podium (podczas drugiego wyścigu na Autodromo Nazionale di Monza. Z dorobkiem 44 punktów został sklasyfikowany na dwunastej pozycji w klasyfikacji generalnej.

## Statystyki
| Sezon | Seria                       | Zespół              | Wyścigi | Zwycięstwa | PP | NO | Podium | Punkty | Poz. koń. |
| ----- | --------------------------- | ------------------- | ------- | ---------- | -- | -- | ------ | ------ | --------- |
| 2008  | Brytyjska Formuła Renault   | Highland Arena Ltd. | 4       | 0          | 0  | 0  | 2      | 57     | 6         |
| 2008  | Portugalska Formuła Renault | CR Scuderia         | 2       | 0          | 0  | 0  | 1      | 18     | 4         |
| 2008  | Formuła Jedi                | Team Jedi           | 2       | 1          | 2  | 0  | 1      |        |           |
| 2009  | Brytyjska Formuła Renault   | CRS Racing          | 20      | 0          | 0  | 0  | 2      | 229    | 10        |
| 2010  | Brytyjska Formuła Renault   | Manor Competition   | 20      | 5          | 5  | 4  | 9      | 459    | 2         |
| 2011  | Seria GP3                   | MW Arden            | 16      | 1          | 1  | 1  | 3      | 31     | 8         |
| 2011  | Formuła Renault 3.5         | I.S.R. Racing       | 4       | 0          | 0  | 0  | 0      | 0      | 33        |
| 2012  | Seria GP3                   | Status Grand Prix   | 8       | 0          | 0  | 0  | 0      | 11     | 17        |
| 2012  | Formuła Renault 3.5         | Arden Caterham      | 5       | 0          | 0  | 0  | 0      | 0      | 32        |
| 2013  | Seria GP3                   | Bamboo Engineering  | 16      | 0          | 0  | 0  | 1      | 44     | 12        |

## Wyniki w GP3
| Legenda oznaczeń w tabelach wyników Wyświetl szablon na nowej stronie | Legenda oznaczeń w tabelach wyników Wyświetl szablon na nowej stronie                                                                     |
| Oznaczenie                                                            | Wyjaśnienie |
| --------------------------------------------------------------------- | --- |
| Złoty                                                                 | Zwycięzca lub mistrzostwo |
| Srebrny                                                               | 2. miejsce lub wicemistrzostwo |
| Brązowy                                                               | 3. miejsce lub II wicemistrzostwo |
| Zielony                                                               | Ukończył, punktował (w klasyfikacji generalnej, gdy zdobył co najmniej jeden punkt na przestrzeni sezonu, poza trzema powyższymi opcjami) |
| Niebieski                                                             | Ukończył, nie punktował (w klasyfikacji generalnej, gdy nie zdobył co najmniej jednego punktu na przestrzeni sezonu)                      |
| Czerwony                                                              | Nie zakwalifikował się (NZ) |
| Czerwony                                                              | Nie prekwalifikował się (NPK) |
| Różowy                                                                | Nie ukończył (NU) |
| Różowy                                                                | Niesklasyfikowany (NS) (w klasyfikacji generalnej, gdy nie został sklasyfikowany w żadnym wyścigu sezonu)                                 |
| Czarny                                                                | Zdyskwalifikowany (DK) |
| Czarny                                                                | Wykluczony (WYK/EX) |
| Biały                                                                 | Nie wystartował (NW) |
| Biały                                                                 | Kontuzjowany (K/INJ) |
| Biały                                                                 | Wyścig odwołany (OD/C) |
| Bez koloru                                                            | Został wycofany (WYC/WD) |
| Bez koloru                                                            | Nie przybył (NP/DNA) |
| Bez koloru                                                            | Nie brał udziału w treningach (NT/DNP) |
| Bez koloru                                                            | Nie został zgłoszony (–) |
| Pogrubienie                                                           | Start z pole position |
| Kursywa                                                               | Najszybsze okrążenie wyścigu |
| †                                                                     | Nie ukończył, ale jego rezultat został zaliczony ze względu na przejechanie więcej niż 90% dystansu wyścigu.                              |
| *                                                                     | Sezon w trakcie |
| 1/2/3                                                                 | Punktowana pozycja w sprincie kwalifikacyjnym                                                                                             |
| Lista systemów punktacji Formuły 1                                    | |

| Rok  | Zespół             | Wyniki w poszczególnych eliminacjach | Wyniki w poszczególnych eliminacjach | Wyniki w poszczególnych eliminacjach | Wyniki w poszczególnych eliminacjach | Wyniki w poszczególnych eliminacjach | Wyniki w poszczególnych eliminacjach | Wyniki w poszczególnych eliminacjach | Wyniki w poszczególnych eliminacjach | Wyniki w poszczególnych eliminacjach | Wyniki w poszczególnych eliminacjach | Wyniki w poszczególnych eliminacjach | Wyniki w poszczególnych eliminacjach | Wyniki w poszczególnych eliminacjach | Wyniki w poszczególnych eliminacjach | Wyniki w poszczególnych eliminacjach | Wyniki w poszczególnych eliminacjach | Punkty | Pozycja |
| ---- | ------------------ | ------------------------------------ | ------------------------------------ | ------------------------------------ | ------------------------------------ | ------------------------------------ | ------------------------------------ | ------------------------------------ | ------------------------------------ | ------------------------------------ | ------------------------------------ | ------------------------------------ | ------------------------------------ | ------------------------------------ | ------------------------------------ | ------------------------------------ | ------------------------------------ | ------ | ------- |
| 2011 | MW Arden           | TUR                                  | TUR                                  | ESP                                  | ESP                                  | VAL                                  | VAL                                  | GBR                                  | GBR                                  | DEU                                  | DEU                                  | HUN                                  | HUN                                  | BEL                                  | BEL                                  | ITA                                  | ITA                                  | 31     | 8       |
| 2011 | MW Arden           | NU                                   | 20                                   | 14                                   | 9                                    | 2                                    | 6                                    | 7                                    | 1                                    | 2                                    | 14                                   | 6                                    | NU                                   | 9                                    | NW                                   | 18                                   | 10                                   | 31     | 8       |
| 2012 | Status Grand Prix  | ESP                                  | ESP                                  | MON                                  | MON                                  | VAL                                  | VAL                                  | GBR                                  | GBR                                  | DEU                                  | DEU                                  | HUN                                  | HUN                                  | BEL                                  | BEL                                  | ITA                                  | ITA                                  | 11     | 16      |
| 2012 | Status Grand Prix  | –                                    | –                                    | –                                    | –                                    | –                                    | –                                    | –                                    | –                                    | –                                    | –                                    | 10                                   | 5                                    | 8                                    | 7                                    | 19                                   | NU                                   | 11     | 16      |
| 2013 | Bamboo Engineering | ESP                                  | ESP                                  | VAL                                  | VAL                                  | GBR                                  | GBR                                  | DEU                                  | DEU                                  | HUN                                  | HUN                                  | BEL                                  | BEL                                  | ITA                                  | ITA                                  | ARE                                  | ARE                                  | 44     | 12      |
| 2013 | Bamboo Engineering | 11                                   | 7                                    | 19                                   | 17                                   | 25                                   | 14                                   | 4                                    | 4                                    | 24                                   | NU                                   | 14                                   | 10                                   | 4                                    | 3                                    | –                                    | –                                    | 44     | 12      |

## Wyniki w Formule Renault 3.5
| Legenda oznaczeń w tabelach wyników Wyświetl szablon na nowej stronie | Legenda oznaczeń w tabelach wyników Wyświetl szablon na nowej stronie                                                                     |
| Oznaczenie                                                            | Wyjaśnienie |
| --------------------------------------------------------------------- | --- |
| Złoty                                                                 | Zwycięzca lub mistrzostwo |
| Srebrny                                                               | 2. miejsce lub wicemistrzostwo |
| Brązowy                                                               | 3. miejsce lub II wicemistrzostwo |
| Zielony                                                               | Ukończył, punktował (w klasyfikacji generalnej, gdy zdobył co najmniej jeden punkt na przestrzeni sezonu, poza trzema powyższymi opcjami) |
| Niebieski                                                             | Ukończył, nie punktował (w klasyfikacji generalnej, gdy nie zdobył co najmniej jednego punktu na przestrzeni sezonu)                      |
| Czerwony                                                              | Nie zakwalifikował się (NZ) |
| Czerwony                                                              | Nie prekwalifikował się (NPK) |
| Różowy                                                                | Nie ukończył (NU) |
| Różowy                                                                | Niesklasyfikowany (NS) (w klasyfikacji generalnej, gdy nie został sklasyfikowany w żadnym wyścigu sezonu)                                 |
| Czarny                                                                | Zdyskwalifikowany (DK) |
| Czarny                                                                | Wykluczony (WYK/EX) |
| Biały                                                                 | Nie wystartował (NW) |
| Biały                                                                 | Kontuzjowany (K/INJ) |
| Biały                                                                 | Wyścig odwołany (OD/C) |
| Bez koloru                                                            | Został wycofany (WYC/WD) |
| Bez koloru                                                            | Nie przybył (NP/DNA) |
| Bez koloru                                                            | Nie brał udziału w treningach (NT/DNP) |
| Bez koloru                                                            | Nie został zgłoszony (–) |
| Pogrubienie                                                           | Start z pole position |
| Kursywa                                                               | Najszybsze okrążenie wyścigu |
| †                                                                     | Nie ukończył, ale jego rezultat został zaliczony ze względu na przejechanie więcej niż 90% dystansu wyścigu.                              |
| *                                                                     | Sezon w trakcie |
| 1/2/3                                                                 | Punktowana pozycja w sprincie kwalifikacyjnym                                                                                             |
| Lista systemów punktacji Formuły 1                                    | |

| Rok  | Zespół         | Wyniki w poszczególnych eliminacjach | Wyniki w poszczególnych eliminacjach | Wyniki w poszczególnych eliminacjach | Wyniki w poszczególnych eliminacjach | Wyniki w poszczególnych eliminacjach | Wyniki w poszczególnych eliminacjach | Wyniki w poszczególnych eliminacjach | Wyniki w poszczególnych eliminacjach | Wyniki w poszczególnych eliminacjach | Wyniki w poszczególnych eliminacjach | Wyniki w poszczególnych eliminacjach | Wyniki w poszczególnych eliminacjach | Wyniki w poszczególnych eliminacjach | Wyniki w poszczególnych eliminacjach | Wyniki w poszczególnych eliminacjach | Wyniki w poszczególnych eliminacjach | Wyniki w poszczególnych eliminacjach | Punkty | Pozycja |
| ---- | -------------- | ------------------------------------ | ------------------------------------ | ------------------------------------ | ------------------------------------ | ------------------------------------ | ------------------------------------ | ------------------------------------ | ------------------------------------ | ------------------------------------ | ------------------------------------ | ------------------------------------ | ------------------------------------ | ------------------------------------ | ------------------------------------ | ------------------------------------ | ------------------------------------ | ------------------------------------ | ------ | ------- |
| 2011 | ISR            | ARA                                  | ARA                                  | BEL                                  | BEL                                  | ITA                                  | ITA                                  | MON                                  | DEU                                  | DEU                                  | HUN                                  | HUN                                  | GBR                                  | GBR                                  | FRA                                  | FRA                                  | CAT                                  | CAT                                  | 0      | 33      |
| 2011 | ISR            | 15                                   | 20                                   | –                                    | –                                    | –                                    | –                                    | –                                    | –                                    | –                                    | –                                    | –                                    | –                                    | –                                    | –                                    | –                                    | 18                                   | NU                                   | 0      | 33      |
| 2012 | Arden Caterham | ARA                                  | ARA                                  | MON                                  | BEL                                  | BEL                                  | DEU                                  | DEU                                  | RUS                                  | RUS                                  | GBR                                  | GBR                                  | HUN                                  | HUN                                  | FRA                                  | FRA                                  | CAT                                  | CAT                                  | 0      | 32      |
| 2012 | Arden Caterham | 14                                   | NU                                   | 13                                   | 19                                   | 16                                   | –                                    | –                                    | –                                    | –                                    | –                                    | –                                    | –                                    | –                                    | –                                    | –                                    | –                                    | –                                    | 0      | 32      |